# Intempo
El gratacel Intempo és l'edifici residencial més alt d'Europa. Està ubicat a Benidorm (Alacant, País Valencià), té 198 metres d'altura i 47 plantes. El juny de 2019 s'ha iniciat la comercialització dels seus 256 apartaments. El juliol de 2021 ha finalitzat les obres.

## Història
En els seus inicis la construcció del projecte va patir nombrosos contratemps que van ocasionar que la data d'inauguració, prevista inicialment per al 2010 hagués de ser posposada diverses vegades. El projecte va ser presentat el 19 de gener de 2006, i les obres de construcció van arrencar el 2 de maig de 2007. En el decurs de la seva construcció a Espanya va esclatar la bombolla immobiliària i les obres es van paralitzar. Posteriorment van continuar a càrrec del Sareb fins a finalitzar l'estructura al 2012.

### Moment actual
El novembre del 2017 l'edifici va ser adquirit pel fons Strategic Value Partners (SVP Global), a la Societat de Gestió d'Actius Procedents de la Reestructuració Bancària (Sareb), una societat anònima de gestió d'actius procedents de la reestructuració bancària o banc dolent, com a hereva del crèdit hipotecari que havia estat concedit per l'extinta Caixa Galícia.
El 22 de juliol del 2019 li va ser concedida la llicència d'obres per part de l'ajuntament de Benidorm. A la tardor de 2019 està previst l'inici del procés d'actualització i modernització de l'edifici que tindrà una durada d'entre 12 i 14 mesos. Aquesta modernització inclou l'adequació dels interiors dels habitatges a les necessitats actuals, l'ampliació dels espais comuns i l'actualització de totes les instal·lacions. La superfície total de la parcel·la és de 12.880 m² i la superfície total construïda de 55.500 m². Tot el procés de finalització de les obres i de comercialització de les vivendes anirà a càrrec de SVP Global i Uniq Residential.
El projecte de l'edifici Intempo és obra de l'estudi d'arquitectura alacantí Pérez-Guerras, que dirigirà les obres fins a la seva finalització.
L'edifici Intempo destaca en l'skyline de Benidorm per la seva peculiar configuració consistent en dues torres paral·leles, unides entre si mitjançant un espai cònic invertit (que s'assembla a un diamant) i que li proporciona un marcat caràcter Art Decó com el que es va desenvolupar a Miami al llarg dels anys 90.
El juliol del 2021 han finalitzat les obres a càrrec de l'empresa Dragados.

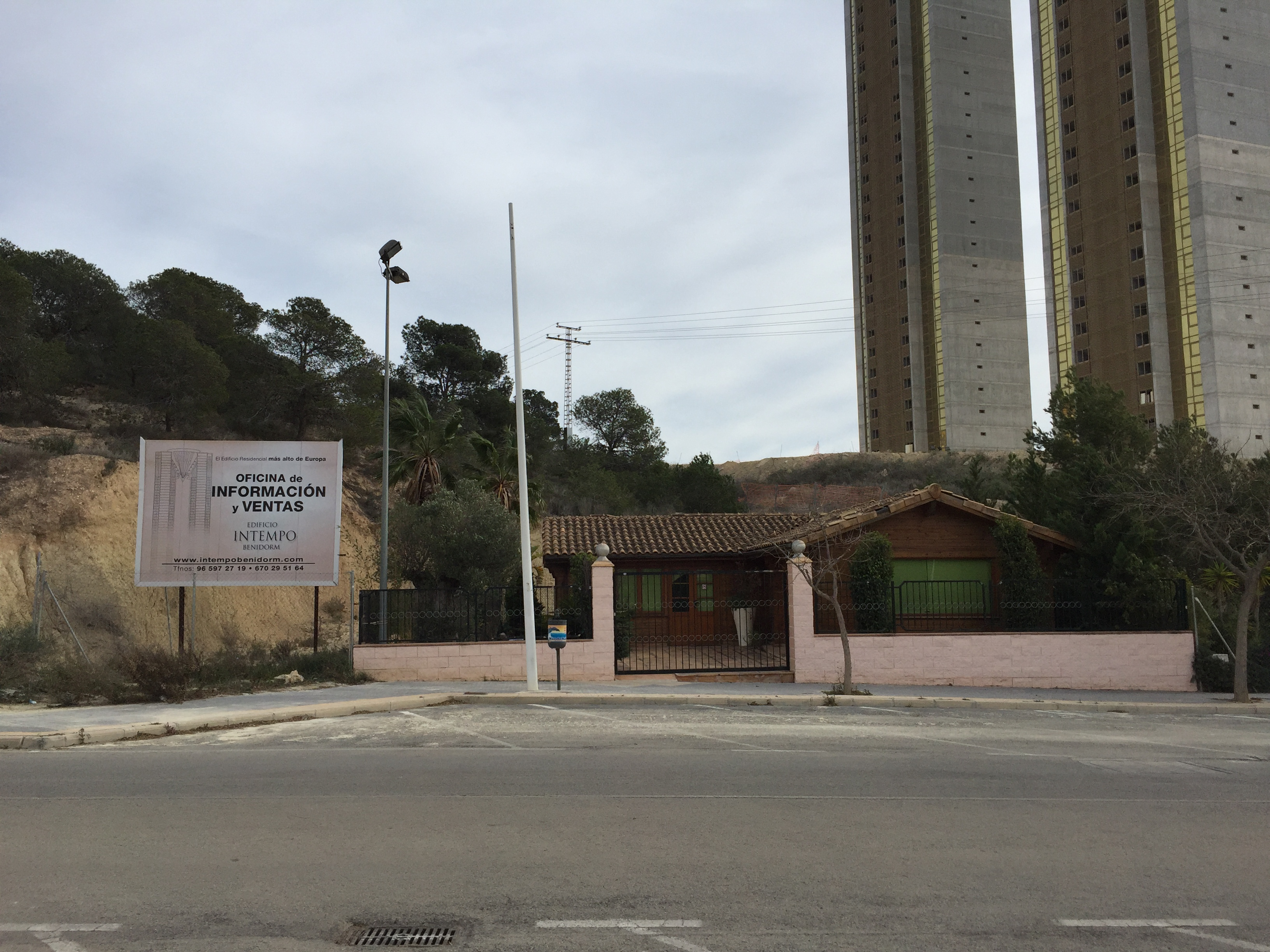
Caseta de vendes.

### Origen del disseny

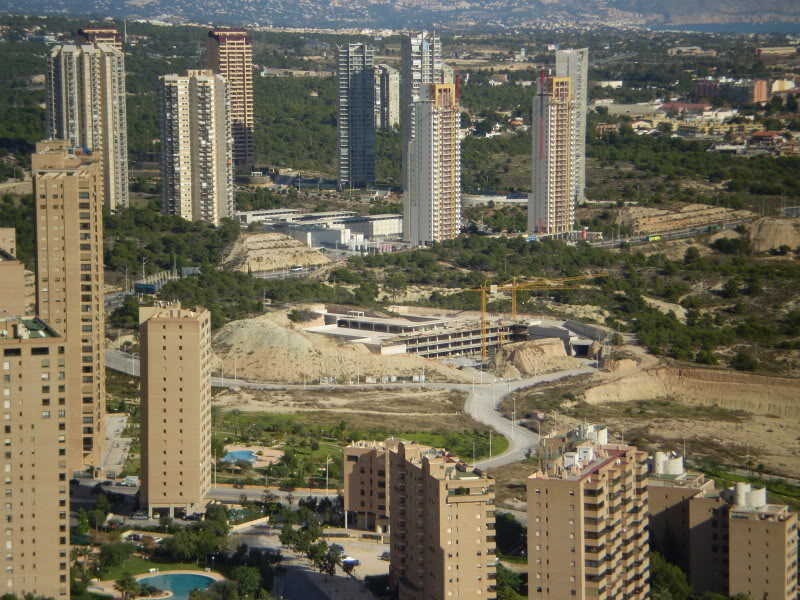
Soterranis ja finalitzats, es veu la fonamentació de les torres. En la part inferior apareixen uns edificis marrons que són els Coblanca; al fons, situats en la Via Parc, es troben els residencials Terrasses de Benidorm, Sol de Ponent, Miragolf i Islamar.

L'edifici va ser dissenyat per l'estudi d'arquitectura alacantí Pérez-Guerres, amb la col·laboració de l'estudi benidormer Olcina & Radúan Arquitectes, i l'estructura de formigó per Florentino Regalado & Associats. Algunes fonts, quan es van presentar els dissenys inicials, van veure en el disseny un homenatge a les víctimes dels atemptats de l'11 de març de 2004 a Madrid, coneguts pel numerònim 11-M, en poder interpretar-se les torres com dos uns enfrontats formant la lletra 'M'. L'arquitecte va explicar que no era la seva intenció realitzar un homenatge, però que no li «desagrada gens la idea». Al que va afegir que quan va dissenyar Intempo «havia passat poc des de l'atemptat i ho tenia molt palès perquè em vaig presentar a un concurs per construir un monument a la mateixa zona de l'atemptat, però solament em van donar el accèsit». En efecte, a la fi de 2004, pocs mesos després que els atemptats tinguessin lloc, l'estudi d'arquitectura Pérez-Guerres va rebre un accèsit de 6000 euros en el concurs per dissenyar el monument homenatge a les víctimes de l'11-M situat davant de l'estació d'Atocha.

### Finançament
El promotor de l'immoble és Olga Urbana SL, societat fundada per tres persones físiques en 2004 amb un capital social inicial de tan sol 3100 euros. En 2005, Caixa Galícia li va concedir un préstec de 93 milions d'euros per a la construcció, garantit per hipoteca immobiliària. Posteriorment es va saber que els socis promotors van aportar un total de set milions d'euros. Aquell any Caixa Galícia va tancar l'exercici amb un benefici de 212,3 milions d'euros —gairebé el doble que en 2004— i va destinar a inversió creditícia gairebé 20.000 milions d'euros, un 35 % més que l'any anterior.
A causa de la fallida de Caixa Galícia, el crèdit hipotecari, que ascendia a 92 milions d'euros, va ser assumit primer per Nova Caixa Galícia, i finalment al desembre de 2012, la Sareb (acrònim de Societat de Gestió d'Actius procedents de la Reestructuració Bancària), coneguda pel seu sobrenom de «banc dolent», es va fer càrrec de la mateixa a través de participació d'uns 52 milions d'euros, suportant una quitació d'un 50 %, sense tenir en compte el posterior suplement que va aplicar al deute d'11 milions d'euros. Cal esmentar que el 55 % del capital de la Sareb és privat, mentre que el 45 % restant està en mans del Fons de Reestructuració Ordenada Bancària (FROB).

### Construcció

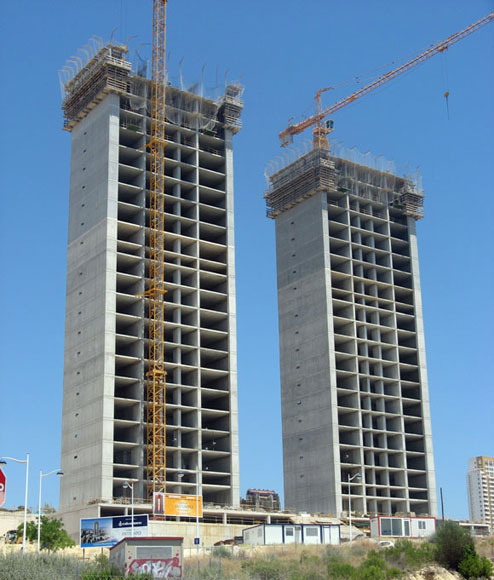
Estat de les obres a juny de 2010.

Olga Urbana va adquirir els terrenys sobre els quals s'aixecaria el gratacel a Aurelio González Villarejo en 2005 per 54,3 milions d'euros, segons consta en escriptura pública. Algunes fonts van afirmar que els costos associats al projecte havien estat estimats inicialment entre 45 i 50 milions d'euros, no obstant això en realitat quan es va presentar el projecte en 2005 es van xifrar en 96 milions d'euros.
Al febrer de 2007 van començar les obres d'adequació de terrenys per a la fonamentació, consistents en la realització d'excavacions i erecció de murs de contenció per evitar el corriment de terres. Entre juliol de 2007 i març de 2008 es van realitzar els tres soterranis destinats a places d'aparcament, deixant un buit central on anirien les torres. A la zona dels garatges, separada del cos de les torres, es van emprar forjats reticulars de cubetes o casetones recuperables de 35 cm de costat (serveixen per alleugerir pes i permetre major llum entre pilars) i lloses massisses del mateix espessor en aquells llocs que anessin a suportar l'emplenat de terra.
L'edifici s'assenta sobre un estrat de margas alterades de 9 metres de gruix, mesurats a partir del tercer soterrani. Aquestes margas van ser suficients per suportar les càrregues de la zona de garatges, que van ser resoltes amb sabates aïllades, no obstant això no eren capaces d'atendre a les sol·licitacions exigides per les torres. És per això que es va optar per una fonamentació basada en la instal·lació d'un total de 144 pilots de 1.500 mm de diàmetre de 12 metres de profunditat fins a aconseguir 1 metre d'empotrament en la roca calcària sana, units entre si mitjançant una llosa-encepat de 2,5 metres de cant. L'armat de la llosa-encepat va tenir lloc al setembre de 2008, deixant-se un buit per al fossat de l'ascensor. El pilotatge va ser realitzat de manera simultània a la realització dels soterranis de garatges entre novembre de 2007 i abril de 2008.
El 30 de setembre es van abocar més de 4000 metres cúbics de formigó en la llosa de fonamentació d'un dels dos blocs, per cobrir gairebé 744 000 quilos d'acer. Van ser utilitzades dues bombes, més una tercera en reserva, i cada 5 minuts s'abocava un camió formigonera en un procés que va durar divuit hores. De juny a novembre de 2009 es van realitzar les primeres onze plantes (fins al forjat 17), mitjançant un sistema d'encofrat trepant. Des de març de 2010 fins a abril de 2011 es van completar les restants (fins al forjat 47).
Al juliol de 2011 va tenir lloc la unió dels dos edificis, que es va realitzar en dues fases. En primer lloc, es va instal·lar una volada de 5,5 metres en el forjat 46 a 143,5 metres d'altura a banda i banda de la torre, que va requerir la construcció de plataformes metàl·liques auxiliars en el forjat immediatament inferior. Aquesta volada va permetre tenir una base sobre la qual sustentar el forjat inferior del con. En segon lloc, es van instal·lar dues cintres metàl·liques paral·leles de 20 metres de llum per 8 de cant (dues plantes) i 110 tones de pes recolzades en cada torre. A causa del seu tonatge, les cintres es van soldar en superfície i van anar posteriorment hissades. Constitueixen la base del con sobre la qual s'alcen les plantes superiors. Es va optar per una cintra metàl·lica i forjat reticular amb l'objectiu d'alleugerir pes. L'estructura del con presenta pilars de dos tipus, uns rectes i uns altres que segueixen la generatriu del con, encarregats de sustentar el pes dels forjats.
El con invertit situat en la part central de l'edifici es va completar al juny de 2012 i finalment el 15 de juliol de 2012 va tenir lloc la cerimònia de posada de bandera una vegada es va completar l'estructura, amb un retard de deu mesos sobre la data prevista de setembre de 2011. Les dues grues d'uns 200 metres van ser retirades al juny de 2014.

### Fallida de l'empresa constructora

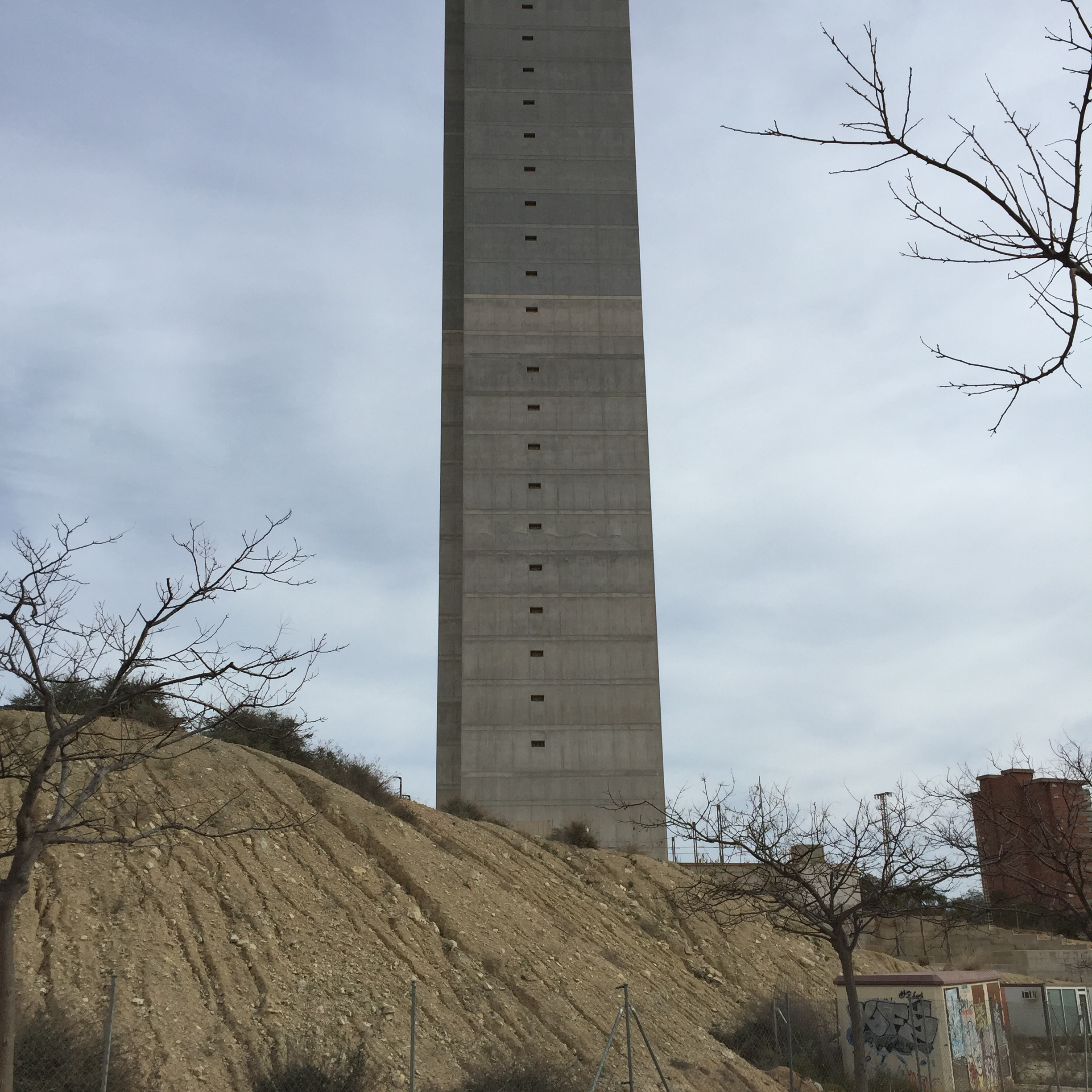
Pot observar-se el canvi de color en el formigó a partir de la planta 11a. a causa del relleu entre empreses constructores.
Al juliol de 2009, a causa de la crisi financera, l'empresa responsable de la construcció, Estructures Aliben, va presentar un Expedient de Regulació d'Ocupació (ERE) temporal que va afectar noranta-nou dels seus cent empleats, per posteriorment declarar-se en concurs i finalment va ser liquidada, per la qual cosa les obres van quedar suspeses durant mesos. Estructures Aliben, subcontractada per la mercantil madrilenya Construccions Rayet, va ser contractada per exigències de la caixa gallega. Posteriorment van decidir resoldre el contracte el que va implicar desemborsar una indemnització de 600 000 euros.
El 24 juny de 2011, tretze treballadors van resultar ferits a causa de la caiguda d'un munta-càrregues des del desè pis, sense lamentar majors conseqüències a causa que es va activar el sistema de frenat d'emergència a temps. El munta-càrregues havia estat revisat al matí per diversos tècnics i havia estat funcionant sense problemes al llarg de la jornada.

### Dimissió dels arquitectes

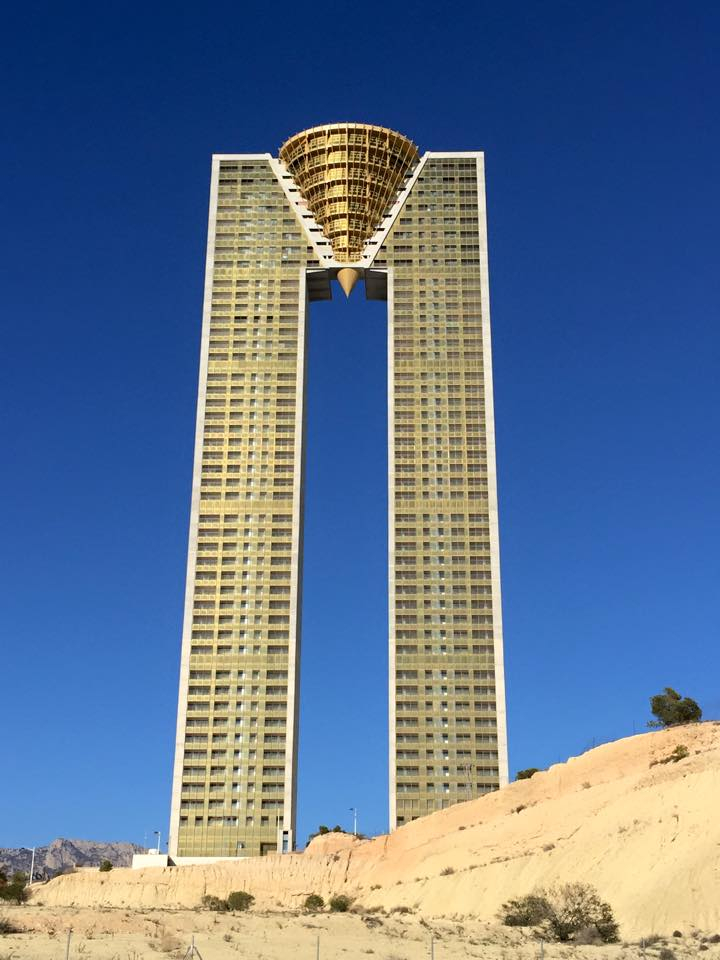
Edifici completat (gener de 2015).

El juny de 2013, els estudis d'arquitectura encarregats de la gestió de la construcció, Pérez-Guerres Enginyers i Arquitectes Associats SL i Olcina i Raduan Arquitectes SL, es van retirar del projecte, quan encara quedava pendent aproximadament un 20 %. Segons fonts municipals i de la promotora (els arquitectes es van negar a oferir declaracions), la seva renúncia venia causada per la pèrdua de la relació de confiança necessària entre el client i l'arquitecte després que la Sareb imposés a la promotora el control econòmic del projecte a una empresa externa de gestió de projectes anomenada Suasor. Van criticar que les decisions de Suasor estaven guiades per consideracions econòmiques i consideraven que la seguretat estructural, la qualitat i el futur manteniment de l'edifici ja no estarien garantits, així com que ja no podrien implementar-se els alts estàndards de disseny original. L'empresa Suasor va obtenir pels seus serveis una quota fixa mensual d'un percentatge dels estalvis realitzats. Aquesta empresa es va negar a abonar a Kono Estructures, encarregada d'erigir l'estructura de l'Intempo, pagaments per més d'un milió d'euros, en concepte de materials, mà d'obra i certificacions, i Kono es va veure obligada a cessar les seves activitats. En senyal de protesta, la constructora Kono va presentar en 2015 un avanç d'un documental en el qual es relaten a manera de denúncia totes les deficiències que el projecte va experimentar durant la seva construcció. La mercantil Kono va denunciar que eren freqüents els retards en els pagaments als treballadors o paralitzacions dels cobraments si els treballadors no domiciliaven la seva nòmina en l'entitat prestadora, així mateix van haver d'avançar diners per adquirir els materials necessaris per concloure les obres.
L'estudi que es va encarregar del 17 % restant va ser Pablo Bru Arquitectes Associats, segons consta en la comunicació del Col·legi Territorial d'Arquitectes d'Alacant a l'Ajuntament de Benidorm. L'agost de 2013, en un comunicat oficial dels arquitectes del projecte, van reconèixer que el projecte era inviable econòmicament des del principi. Així mateix segons el director facultatiu de l'obra, Roberto Pérez-Guerres, el 3 de juliol es va signar la quitança a Kono i va cessar així la relació entre ambdues empreses, reiterant que no hi havia cap deute amb aquesta empresa. Finalment, l'arquitecte aclariria que la variació de forjats de les casetes es va haver del canvi de proveïdor dels ascensors. Va afirmar que «és obvi que en canviar de proveïdor, substituint Orona ascensors per la internacional i prestigiosa KONE, hi hagués un canvi mínim d'elevació de forjats», i van lamentar que el Intempo «no hagi pogut finalitzar-se en les condicions inicialment aprovades». L'agost de 2013, segons afirmaven els promotors, s'havia completat el 94 % de l'obra.
A mitjan 2013, grups d'inversió de Rússia, Emirats Àrabs i Sri Lanka van mostrar el seu interès a adquirir participacions socials d'Olga Urbana. El 2014 es va publicar que Trinitario Casanova, amo de Grup Hispània, havia iniciat negociacions per adquirir l'edifici. Al setembre de 2015, un inversor saudita va mostrar interès per adquirir l'edifici. En paral·lel, Roberto Pérez-Guerres, dissenyador de l'Intempo, assegurava haver iniciat converses amb més de quinze possibles compradors, tant espanyols com de l'estranger. No obstant això, la realitat és que les negociacions van quedar a costa de la Sareb, portant-se en el més estricte secret.

### Concurs d'Olga Urbana

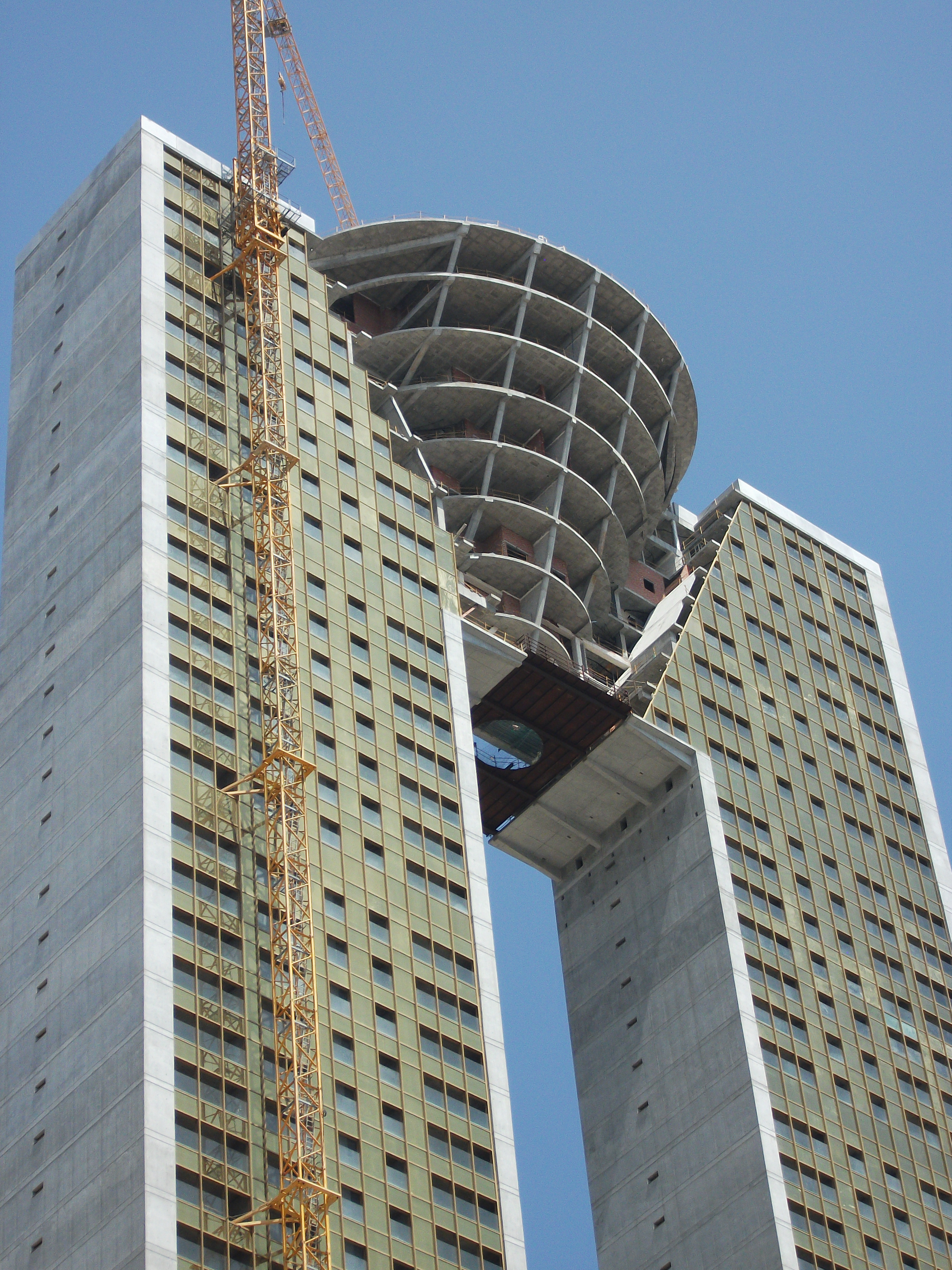
El con del Intempo

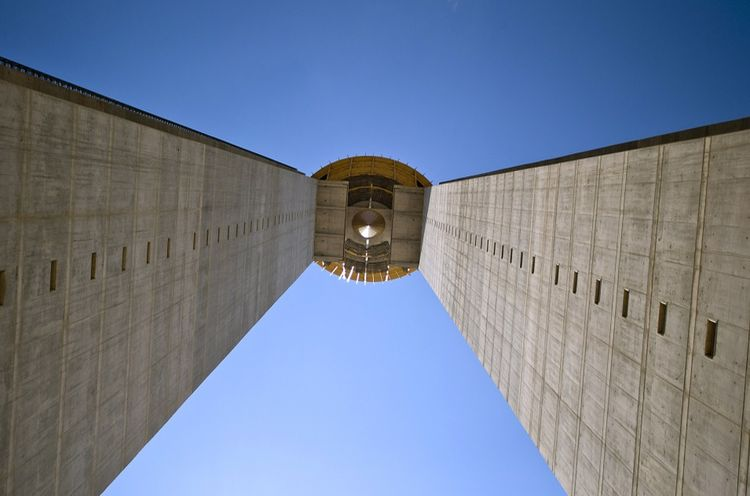
El con vist des d'a baix.

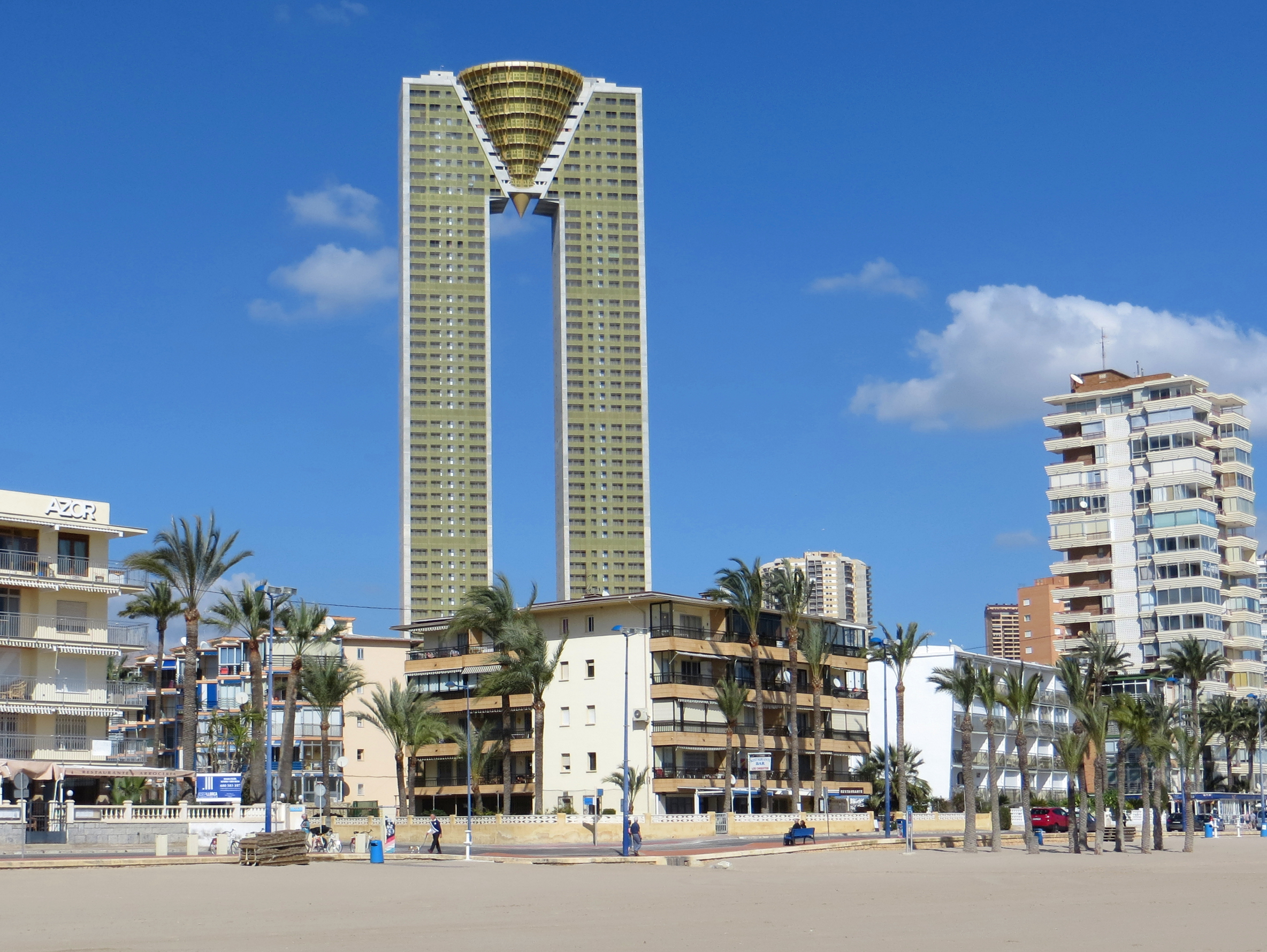
Des de la platja de Ponent.

El 2012, el soci majoritari d'Olga Urbana, José Ignacio de la Serna de la Garma, va ser demandat per presumpta estafa i apropiació indeguda per un comprador que va lliurar aportacions a compte per valor de 80 000 euros amb la garantia per part de la promotora que aquests lliuraments estaven avalats per una entitat financera. Per raons similars la promotora també va ser demandada per tres compradors que van lliurar diners a compte en concepte de senyal. Al no ser lliurats els pisos, van exigir la devolució dels avals, que no van ser retornats. A l'abril de 2014 va haver-hi una vista a la qual no va acudir De la Serna però sí un altre dels tres promotors, Ignasi Boronat, que va reconèixer davant el jutge que els avals bancaris no existien i que els diners aportats pels compradors es va destinar a la construcció de l'edifici. A causa que De la Serna no va acudir a la citació, un jutjat de Benidorm va ordenar la seva detenció, perquè declarés en qualitat d'imputat. Al febrer de 2015, després d'una llarga batalla contra el càncer, De la Serna va morir sense veure el seu major projecte conclòs. A més de l'Intempo, va promoure diverses obres a la zona, com el Neguri Guanyi, gratacel de 145 metres també a Benidorm i acabat en 2002. A l'octubre de 2015, una sentència va declarar nul·les les clàusules establertes per Caixa Galícia limitant la quantia de l'aval, fent responsable a Abanca com la seva successora.
El 6 de novembre de 2014, la Sareb va sol·licitar davant el Jutjat Provincial d'Alacant que Olga Urbana fos posada en concurs necessari. Ja en 2008, última data en què va presentar comptes anuals, la promotora acumulava unes pèrdues de 4,06 milions d'euros i un deute amb la banca de 62,75 milions. La Sareb va prendre aquesta decisió davant la situació d'insolvència d'aquesta companyia, la qual cosa s'ha posat de manifest pels seus impagaments generalitzats i per la seva incapacitat de fer front amb els seus propis mitjans a la construcció de l'edifici Intempo. Finalment, el 26 de novembre de 2014, la promotora Olga Urbana SL va sol·licitar el concurs de creditors de forma oficial, segons consta en el Butlletí Oficial de l'Estat i el BORME. Això va significar que els van ser suspeses les facultats d'administració i disposició i es va nomenar com a administradora concursal a l'advocada Antonia Magdaleno Carmona, pertanyent al despatx d'advocats que va gestionar les liquidacions de Martinsa Fadesa, entre uns altres. En una comunicació oficial va donar un mes de termini perquè li fossin comunicades els deutes d'acord amb la Llei Concursal. De l'estudi de la comptabilitat, l'administració concursal va assenyalar que la promotora havia de 136 milions, 42 més del que valen els seus actius, que a més de l'Intempo inclou la promoció Edimar IX, valorada en 3,3 milions.
A data de 28 de març de 2015, l'administració concursal va assenyalar que encara no havien reclamat els deutes un total de 77 compradors que van avançar diners per a la compra d'habitatges de l'Intempo, que la mercantil comptava amb onze comptes corrents en quatre entitats bancàries, totes elles amb saldo zero, i que la col·laboració per part de la concursada havia estat nul·la. A més, se sospitava «si els 130 milions d'euros de finançament que va rebre Olga Urbana es van destinar per complet a la construcció de l'edifici o si va poder desviar-se una part a altres finalitats». En paraules de Magdaleno, «la societat ni s'ha personat en el concurs, les oficines socials no existeixen i l'única documentació a la qual he tingut accés és la que vaig poder aconseguir en una caseta de vendes i poc més. Si li afegeixes el tancament del Registre Mercantil per no presentació dels comptes des de fa anys, ja et dona indicis de com ha estat gestionada».
El major creditor d'Olga Urbana és la Sareb, amb 108 milions d'euros, dels quals 82 milions estan qualificats amb privilegi especial per raó d'hipoteca immobiliària i 7,6 milions corresponen a interessos. També figuren com a creditors Sabadell, amb 6,8 milions, i Abanca (successora de NCG), amb 4,1 milions. La resta de creditors són, en la seva majoria, empreses que van treballar en l'edificació del gratacel i compradors d'habitatges que van avançar pagaments, entre ells ciutadans tant espanyols com a estrangers. A l'arquitecte de l'edifici, Roberto Pérez-Guerres, també se li deuen 120 000 euros en concepte d'honoraris. Estructures Kono va demandar a la Sareb sol·licitant al jutge del concurs d'Olga Urbana que convertís els crèdits privilegiats de la Sareb en crèdits subordinats, sostenint que en realitat la Sareb va actuar com a administrador de fet de l'empresa concursada, argumentant que des d'un principi tant l'entitat financera com la Sareb van imposar condicions vinculants. D'aquesta manera, la resta de creditors podria accedir a part dels recursos que s'aconseguirien de la venda de l'Intempo. De no ser així, la totalitat de l'obtingut per l'edifici en una eventual venda (o subhasta) passaria a engrossir les arques de la societat semipública, deixant sense cobrar fins i tot a l'administració concursal.

### Subhasta

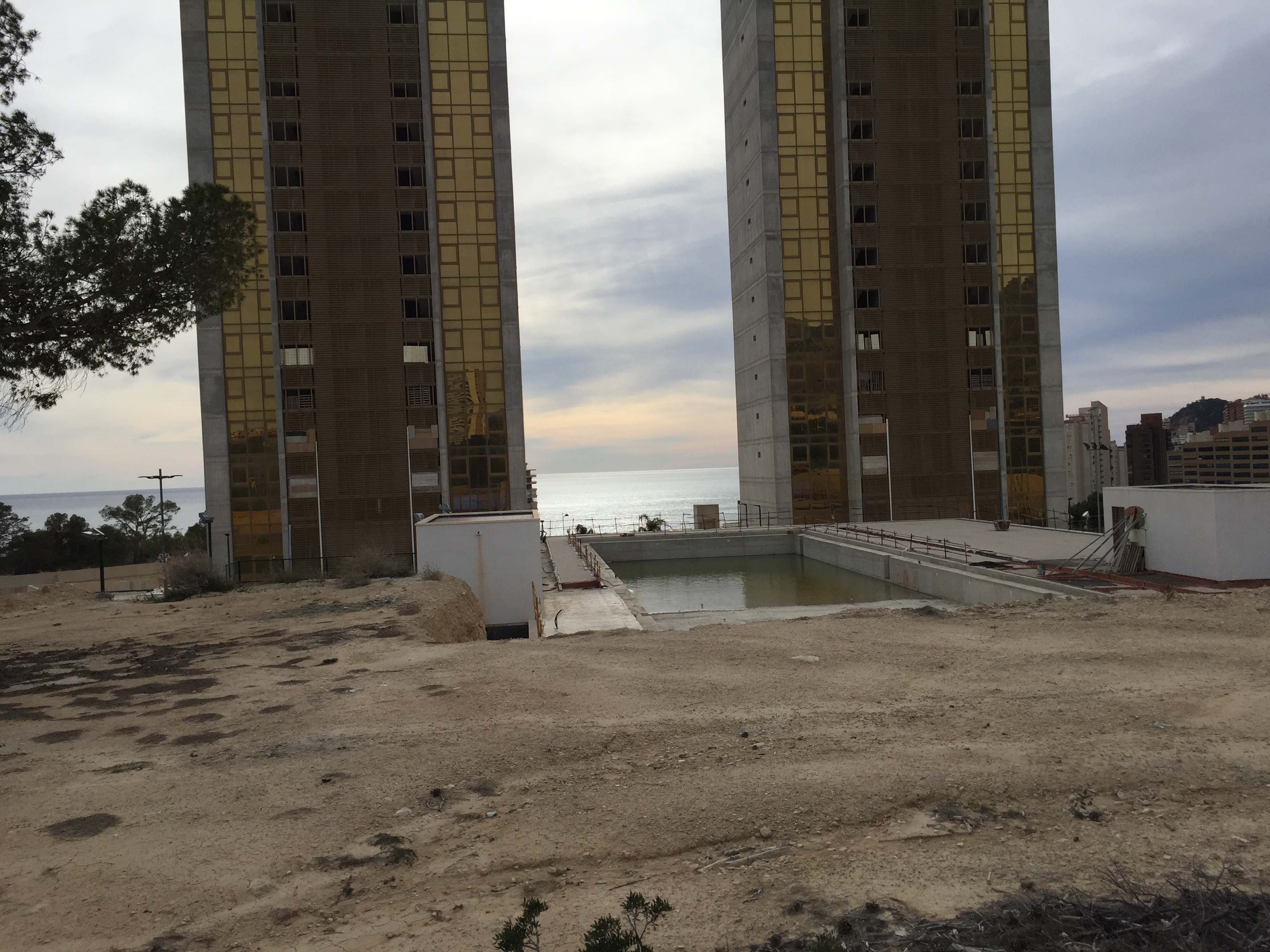
Estat semiacabat de la zona de la piscina.

L'immoble té acabada la seva estructura i els seus tancaments, així com les instal·lacions elèctriques i de sanejament, però li falta que es rematin alguns detalls com la urbanització exterior (jardins i piscina), l'envà interior o l'enrajolat en algunes plantes. A data de maig de 2016, el projecte es troba aturat per falta de fons, i els seus pisos, deshabitats.
A l'abril de 2014, la Sareb va decidir no executar la hipoteca que pesa sobre l'Intempo, malgrat que contractualment podria fer-ho.[89] El 31 de gener d'aquest any va vèncer el termini que Olga Urbana tenia per retornar el préstec. Per aquell temps, la intenció inicial de la Sareb era concloure l'edifici, i va arribar a invertir 11 milions d'euros per a tal fi. La promotora va presentar un estudi de costos a mitjan 2014 per acabar l'última fase d'urbanització, xifrats en tres milions d'euros. Ja a l'abril de 2014 es preveia com a única solució per cancel·lar el crèdit hipotecari la venda de l'edifici complet a un grup inversor, sense que fos possible la compra d'habitatges solts per particulars. Pel que fa a aquell comprador que desemborsés a l'inici del projecte un capital, no es preveu que puguin quedar-se amb el pis.
Finalment, el 4 de desembre de 2015, la Sareb va decidir que l'edifici anava ser posat en subhasta pública sense preu de sortida. Es va justificar la decisió de la seva venda íntegrament, i no per unitats soltes o habitatges, al no estar les obres acabades del tot. En l'acte d'aprovació del pla proposat per l'administració concursal es va considerar la possibilitat de la dació en pagament per a l'edifici als creditors denominats «privilegiats» en el cas de falta d'ofertes o que aquestes siguin inferiors a l'import degut a dita creditora. Els interessats van haver d'avançar el 1 % del valor de l'immoble mitjançant consignació o aval bancari. Un mes després de l'aprovació del pla, el 4 de gener, va arrencar el termini per presentar propostes de tres mesos prorrogables a altres tres. En cas de rebre ofertes per import inferior al privilegi, es concedirà un termini de deu dies hàbils als creditors amb privilegi especial —la Sareb, principalment— perquè millorin l'oferta; i en cas de no rebre ofertes, es concedirà així mateix un termini de deu dies hàbils als creditors privilegiats per a l'adjudicació del ben en paga del deute.
El seu valor de mercat ascendeix a aproximadament 92 milions d'euros, i els pisos de l'edifici tenen un preu que, segons taxació efectuada per VE Valoracions, oscil·laria entre els 190 990,8 euros i els 1,6 milions. Un estudi pericial independent de APUC Actius va concloure que l'Intempo difícilment podrà ser venut per sobre dels 60 milions d'euros, tenint en consideració a més que els costos de finalització del gratacel ronden els cinc milions d'euros.
Al maig de 2016, es van rebre dues ofertes, una de 47 milions d'euros i una altra de 58,5 milions d'euros (a l'agost es va saber que era la pròpia Sareb la que estava licitant, exercint el seu dret a millorar l'oferta). Va haver-hi un fons nord-americà que va oferir 50 milions d'euros, però ho va fer fora de termini i la seva oferta va ser desestimada. El judici del procediment concursal en el qual es troba immersa la promotora de l'Intempo, la data prevista del qual era juny de 2016, va ser ajornada fins al 28 d'octubre del mateix any. En ell es dilucidarà l'estatus concursal de la Sareb. En cas de qualificar-se com a subordinat, la Sareb se situaria per al cobrament darrere de gairebé 140 creditors. A més, de demostrar-se la seva mala gestió el concurs podria qualificar-se com a culpable, donant motiu al fet que la Sareb arribi a indemnitzar als creditors.

### Anècdotes
Igual que al Gran Hotel Bali, l'edifici Intempo ha estat testimoni de salts BASE, una modalitat de paracaigudisme d'alt risc, a causa de la seva altitud i l'absència d'obstacles propers. El 2012, Álvaro Bultó va realitzar amb èxit diversos salts quan ja estava finalitzada l'estructura. No obstant això alguns salts no han estat autoritzats, com el que es va produir al juny del 2014 a primeres hores de la matinada.
L'agost de 2013 l'edició nord-americana del blog Gizmodo va publicar la noticia falsa que els arquitectes de l'edifici no havien tingut en compte el forat per als ascensors La notícia va ser seguidament publicada en nombrosos mitjans, tant espanyols com internacionals. L'origen del malentès té lloc en una notícia del diari espanyol El País del 20 de juliol de 2013, que tracta sobre la construcció de l'edifici Intempo, envoltada de problemes empresarials, econòmics i fins i tot accidents, amb la crisi del sector immobiliari espanyol com a teló de fons. Així mateix, la notícia assenyalava que «no s'havia tingut en compte el buit de l'ascensor», fent referència a l'espai que alberga la maquinària dels elevadors. Aquesta frase va ser la que ho va desencadenar tot.
El primer mitjà a posar en dubte la veracitat de la notícia va ser el blog de tecnologia Microsiervos, aportant, entre altres proves, enllaços als plànols de l'edifici que mostraven clarament el buit dels dos ascensors i el munta-càrregues per a cada torre, o fins i tot les fotos de l'enorme botonera de l'ascensor trobades al blog d'un periodista que va pujar dalt de tot de l'edifici. El rumor va ser ràpidament desmentit per part dels responsables del projecte, via Twitter i ràdio local, i fins i tot per la Sareb.
L'edifici va ser protagonista al programa de Televisió Espanyola (TVE) Espanya ran de cel, presentat per Francis Lorenzo, en el segon episodi de la primera temporada titulat "Tu a Mallorca, jo a Benidorm" i emès per primera vegada el 24 setembre de 2013, que va ser vist per 1.869.000 espectadors (10,2 % de quota de pantalla).
L'edifici també apareix en la capçalera de la minisèrie de televisió Crematori de vuit capítols, produïda per Canal+ el 2011, basada en el llibre homònim de Rafael Chirbes. Acompanyat per la cançó «Precipici» del cantant Loquillo, apareix en els primers segons quan es trobava en la seva primera fase de construcció, com a exemple paradigmàtic de l'especulació urbanística en el litoral mediterrani.

## Ubicació

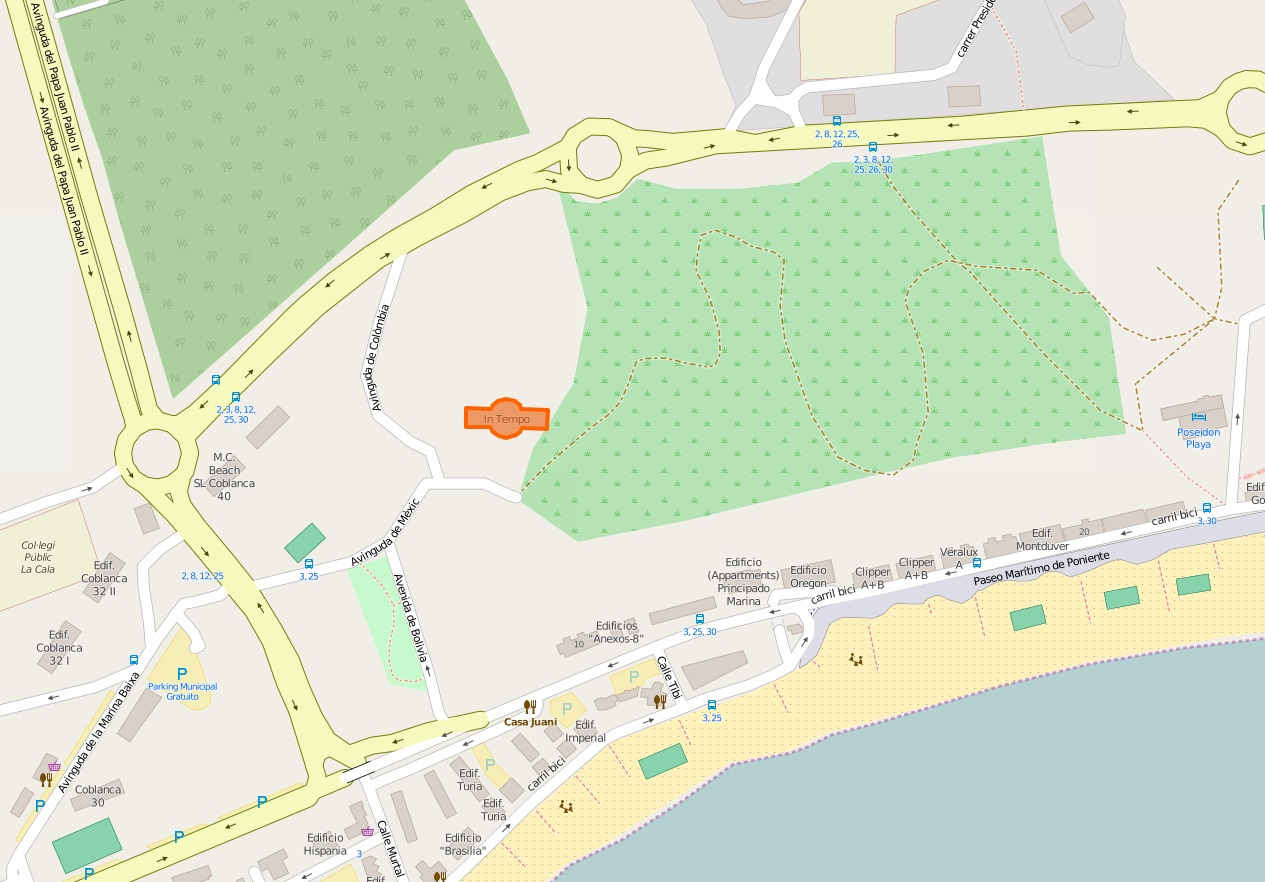
Ubicació del Intempo a la platja de Ponent de Benidorm.

L'edifici se situa en la Avinguda de Colòmbia en la partida Murtal, zona denominada col·loquialment i normalment Via Parc. Està situat a una altura de 35 metres sobre el nivell del mar i a uns 500 metres de distància en línia recta de la platja de Ponent, una zona amb una menor densitat residencial que la platja de Llevant. El lloc que ocupa el Intempo forma part del pla d'urbanisme aprovat en la dècada de 1950.

## Disseny i arquitectura
L'edifici, que té un total de 256 habitatges, es compon de tres plantes de soterranis més 52 plantes (incloent cinc plantes tècniques) en dues torres rectes —separades entre si de 20 metres— de 180 metres d'altura sobre rasant, de perímetre 24,15 per 16,7 m². Les torres estan connectades tant en els tres primers forjats (soterranis) com en els nou últims (pisos 37 a 45) mitjançant un con de base el·líptica de vèrtex inferior de 30 metres d'altura. Aquesta peculiar geometria en la part superior obliga al fet que les plantes d'ambdues torres vagin disminuint la seva superfície en altura, a mesura que les plantes del con augmenten la seva.
L'estructura de les torres està realitzada en formigó armat, quedant les parets laterals en formigó vist, solament interromput per una petita finestra en cada planta per a la ventilació de les cambres de bany. La façana davantera està realitzada en un mur cortina discontinu de cristall amb tonalitats daurades. La façana va ser sotmesa a proves de túnel de vent mitjançant una maqueta a escala i va tenir un bon comportament, observant-se que el con actuava favorablement succionant el vent.
La parcel·la sobre la qual s'assenta l'edifici és de 12.879 m², de les quals l'edifici Intempo n'ocupa 6.442 m². La superfície total construïda és de 55.500 m². L'estructura dels blocs compta amb 90 tones d'acer laminat i 2200 tones d'acer corruga. El formigó emprat a les torres ascendeix a 23.037 metres cúbics i els forjats ocupen una superfície de 43.000 m². El formigó emprat és capaç de suportar un màxim de 50 MPa en la fonamentació, en les pantalles i els suports fins al forjat 15, que es veu reduït en els forjats de plantes superiors a 40 Mpa o 30 Mpa. A causa de l'elevada relació de esbeltez de l'edifici, la configuració dels habitatges en planta i l'escassa entitat dels nuclis de comunicació vertical, la rigidesa o indeformabilitat del conjunt ve explicada tant per l'efecte mènsula (pantalles laterals) com l'efecte pòrtic, desenvolupat a través dels forjats, així com pels cinturons de rigidesa que es troben en les quatre plantes tècniques superiors. Segons dades de l'estudi realitzat per Florentino & Regalado, l'efecte mènsula contribueix la solidesa de l'estructura en un 50 %, l'efecte pòrtic en un 37 % i, finalment, els cinturons de rigidesa en un 13 %.

### Diferències amb els dissenys preliminars

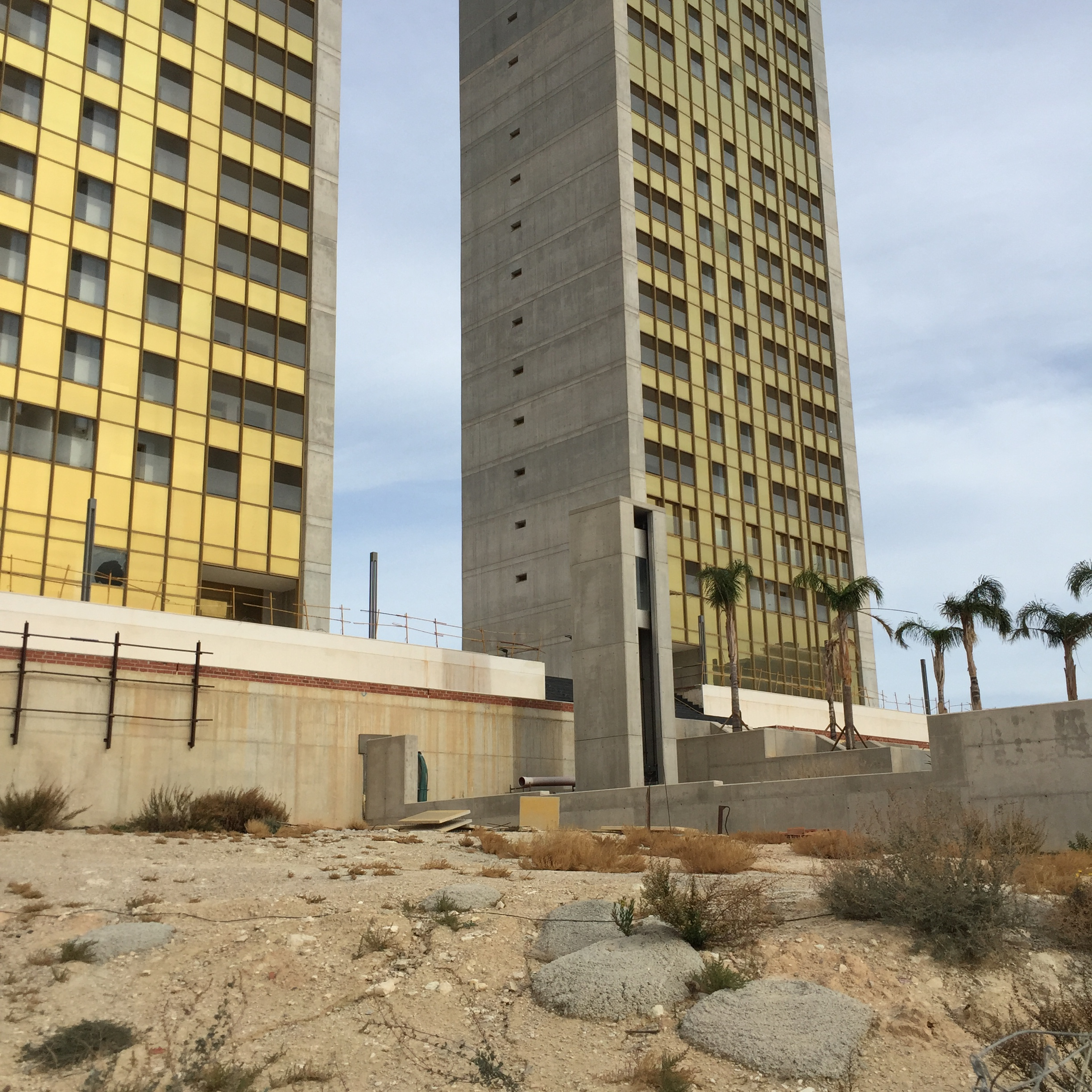
Petit ascensor de l'entrada

Segons les recreacions inicials de l'edifici en la façana davantera s'anava a instal·lar un mur cortina continu (hauria estat el primer edifici a Benidorm amb aquesta característica), però finalment es va rebutjar aquesta idea i es van instal·lar baranes de cristall transparent en les terrasses per deixar-les obertes. Així mateix, el con anava a ser una piràmide llisa i circular, però finalment va adoptar una configuració escalonada. Respecte als ascensors, la idea inicial de l'arquitecte era la de col·locar un model que no requerís cambra de màquines, alguna cosa habitual en edificis de 20 plantes, però inviable per a aquest gratacel. Aquesta deficiència, que va ser advertida per l'empresa constructora Kono, va ser esmenada mitjançant la realització d'un forjat addicional —el número 56— consistent en dues petits casetes a banda i banda per incloure la sala de màquines dels ascensors, que no es veuen en el projecte original o en les imatges promocionals de la promotora inicial.
El 2013, el gratacels Intempo va ser nominat com un dels millors edificis de formigó del món en els premis internacionals FIB (sigles del francès Fédération Internationale du Béton), en la categoria d'immobles. Va ser prèviament seleccionat per l'Associació Científica-Tècnica del Formigó Estructural (ACHE).

## Instal·lacions
A partir de la planta 38, les característiques de l'habitatge seran adaptables a les necessitats del propietari. En el seu exterior, comptarà amb un restaurant, dues piscines —una tipus platja i una altra infantil—, zones enjardinades i esbarjo, solàrium i instal·lacions esportives amb spa, gimnàs i sauna. L'edifici disposa de tres plantes de soterrani destinats a un total 389 places d'aparcament així com trasters i cabines.
L'entrada a l'edifici es fa a través d'un hall de 600 m² on hi ha un ascensor per accedir a la planta superior. Els habitatges de l'edifici són accessibles per un total de sis ascensors, tres per torre. Els elevadors són capaços de pujar des del tercer soterrani al pis 45 en 55 segons. En total, l'edifici compta amb onze ascensors